# هشام الغصيب
هشام الغصيب هو فيزيائي نظري أردني ومثقف ماركسي. وهو أستاذ الفيزياء في جامعة الأميرة سمية للتكنولوجيا (PSUT)، حيث كان عميدًا سابقًا.
حصل الغصيب على درجة الدكتوراه في الفيزياء النظرية من جامعة ليدز عام 1976 ليعمل بعدها رئيساً لقسم الثقافة العلمية في الجمعية العلمية الملكية حتى عـام 1991. أصبح رئيساً لقسم العلوم والآداب وأستاذاً مشاركاً في الفيزياء في جامعة الأميرة سمية للتكنولوجيا (الكلية سابقًا) حتى حزيران 1999 ليُعين عميداً للكلية وأستاذاً في الفيزياء من نفس العام. عُيّن رئيساً لجامعة الأميرة سمية للتكنولوجيا في شباط 2003، وظل كذلك حتى سبتمبر 2010، ليخلفه الدكتور عيسى بطارسة. وهو رئيس منتدى الفكر الاشتراكي. وهو معروف بآرائه القوية المعادية للصهيونية وهو مؤلف للعديد من الكتب في مختلف المجالات.

## روابط خارجية
- Personal website, discontinued
- Faculty Page at Princess Sumaya University for Technology